# Элембаев, Станислав Михайлович
Станисла́в Миха́йлович Элемба́ев (27 мая 1952, Торайбеляк, Куженерский район, Марийская АССР — 3 июля 2005, Йошкар-Ола) — дирижёр, педагог, композитор. Лауреат Государственной молодёжной премии имени Олыка Ипая (1976), заслуженный деятель искусств МАССР (1989).

## Биография
После окончания 3 класса Большенурминской восьмилетней школы Новоторъяльского района в 1963 году поступил в музыкально-художественную школу-интернат № 1 (ныне НПШИ № 1) в класс баяна, которую окончил в 1968 году.
В 1968 году поступил учиться в Йошкар-Олинское музыкальное училище имени И. С. Палантая в класс преподавателя Е. М. Аничкина, которое окончил с отличием в 1972 году. В годы учёбы в училище участвовал в конкурсах молодых баянистов Поволжья, в 1970 и 1972 годы Элембаев стал лауреатом конкурсов. В 1972 году он поступил в Государственный музыкально-педагогический институт имени Гнесиных на факультет народных инструментов в класс А. B. Беляева, одновременно — по дирижированию в класс профессора А. Б. Позднякова. В 1977 году окончил обучение, получив квалификации преподавателя, концертного исполнителя и дирижёра оркестра народных инструментов.
В 1977 году Станислав Михайлович начал преподавать в музыкальном училище имени И. С. Палантая (преподаватель баяна, дирижирования), где преподавал до 2004 года.
По инициативе Элембаева в 1984 году был создан ансамбль народных инструментов «Марий кундем». В 1999 году ансамбль был преобразован в Оркестр народных инструментов. Станислав Элембаев руководил коллективом в течение 20 лет. За это время были даны более тысячи концертов в республике и за её пределами — в Туле, Нижнем Новгороде, Ульяновске, Казани, Чебоксарах, Кирове, Киеве. Гастролировал коллектив также за рубежом — в Польше, во Франции. Оркестр становился дипломантом всероссийских конкурсов в 1986, 1990, 1997 годах.
С 1985 по 2003 год Станислав Элембаев являлся руководителем и дирижёром симфонического оркестра музыкального училища имени И. С. Палантая. Одновременно он работал дирижёром в Государственном театре оперы и балета имени Эрика Сапаева.
Занимаясь преподавательской и дирижёрской деятельностью, Станислав Элембаев также занимался сочинением и обработкой народных мелодий. Были изданы авторские сборника: «Концертные пьесы и обработки на марийские темы» для баяна (1981), «Играет ансамбль „Марий кундем“» (партитура, 2002). Являлся составителем сборника произведений марийских композиторов для оркестра народных инструментов (1988—1989). На радио и телевидении сделано множество записей Станислава Элембаева.